# Jong Eernegem
Jong Eernegem was een Belgische voetbalclub uit Eernegem. De club was aangesloten bij de KBVB met stamnummer 9805 en had donkerblauw en rood/wit als clubkleuren. Op 27 maart 2024 werd de fusie met KVC Ichtegem aangekondigd onder het stamnummer 5830 van Ichtegem: de fusieclub KVC JEI ofwel "Koninklijke VoetbalClub Jong Eernegem - Ichtegem" is zo veruit de grootste sportvereniging in Groot-Ichtegem. 

## Oprichting
De club werd opgericht in mei 2023 vanuit de jeugdwerking van SK Eernegem. Na aanhoudende onenigheid over de visie op jeugdwerking, stapte zo goed als de voltallige ploeg van bestuursleden, trainers, afgevaardigden en medewerkers over naar de nieuwe club, die vooropstelde dat de eigen opgeleiden jeugd moest kunnen doorstromen naar een eigen eerste elftal.   
Bij aanvang van het eerste seizoen (2023-2024) bevestigden meer dan 150 spelers hun vertrouwen in de trainers en het bestuur, waardoor een bijna volledige jeugdwerking opgezet kon worden. In de loop van het eerste seizoen sloten zich nog meerdere spelers aan, waardoor er nog extra ploegen U7 en U9 opgericht werden en er meer dan 180 leden verdeeld over 12 jeugdploegen in competitie konden komen.

## Ploegen

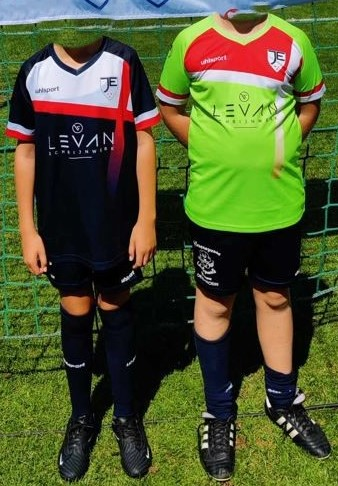
Thuistenue en keepershirt van Jong Eernegem, zoals gepresenteerd op de eerste familiedag (15/08/2023)

De "Alain Vanhegen Academy" bereidt spelertjes (m/v/x) van de tweede en derde kleuterklas voor. U7(x2), U8(x2) en U9(x2) vervolledigen de onderbouw.
In de middenbouw zijn er ploegen U11, U12 en U13(x2). Een U10 ontbreekt, zij maakten als enige niet de overstap naar de nieuwe club. Spelers uit deze leeftijdscategorie vinden onderdak bij de U9 of U11.
In de bovenbouw is er een U15 en een U17. 
Er is voorlopig geen U21 of eerste ploeg. Het is de toekomstvisie om die uit te bouwen met zelf opgeleide spelers.

## Infrastructuur
De verschillende jeugdploegen trainen en spelen hun wedstrijden op de voetbalterreinen van de Gemeente Ichtegem, gelegen aan het sportcentrum in Eernegem. Bij gebrek aan eigen infrastructuur wordt gebruik gemaakt van de kleedkamers in het sportcentrum en bijgeplaatste containers.  

## Fusie met KVC Ichtegem
Op 27 maart 2024 werd de fusie met KVC Ichtegem publiek gemaakt. In het voorgaande seizoen werd reeds vaak en vlot samengewerkt tussen beide ploegen, ook omdat de terreinen in Eernegem regelmatig onbespeelbaar waren. 
In een gezamenlijke mededeling benadrukten de beide voorzitters een gedeelde visie op (jeugdvoetbal) met een sterke lokale verankering tot in het eerste team: opleiding en voetbalplezier voor elk kind ongeacht het niveau, en de wens om naast een winnend team op het veld, ook een hecht team buiten de lijnen uit te bouwen. 
De nieuwe fusieploeg maakt gebruik van zowel de terreinen in Eernegem als de terreinen in Ichtegem.